# Rivière Des Moines
Pour les articles homonymes, voir Des Moines.
Le Des Moines (Des Moines River en anglais) est un affluent du Mississippi d'une longueur d'environ 845 kilomètres, qui traverse les États de l'Iowa, du Minnesota et du Missouri.

## Géographie
Le Des Moines prend sa source dans la région du Midwest américain et constitue la rivière la plus importante de l'État de l'Iowa, qu'il traverse du nord-ouest au sud-est. Il a donné son nom à la capitale de l'État, la ville de Des Moines.
Le Des Moines naît de la réunion de deux bras distincts. Le bras ouest prend sa source dans le lac Shetek (comté de Murray) au sud-ouest du Minnesota, s'oriente vers le sud-est pour pénétrer dans l'Iowa (comté d'Emmet). Le bras est prend naissance dans le lac Okamanpeedan, au nord du comté d'Emmet, à la limite du Minnesota et de l'Iowa, puis s'écoule vers le sud. Les deux bras se rejoignent à environ 8 km au sud de la ville de Humboldt, dans l'Iowa. La rivière arrose ensuite les villes de Fort Dodge, Boone, Des Moines, Ottumwa. À partir de cette dernière, le Des Moines devient navigable. Il marque, sur une longueur de 20 km, la frontière entre les États de l'Iowa et du Missouri avant de se jeter dans le Mississippi à Keokuk.

Parmi les nombreux affluents du Des Moines, les plus notables sont le Boone et le Raccoon.

Des aménagements ont été pratiqués sur son cours, créant le lac de Saylorville en amont de Des Moines et le lac de Red Rock en amont d'Ottumwa.

## Histoire
L'origine du nom de la rivière reste assez mystérieuse et controversée. Une théorie relate que des explorateurs français l'ont baptisée La Rivière des Moines (en français dans le texte) en référence à une communauté de moines trappistes ayant construit des huttes près de l'embouchure de la rivière. L'autre explication affirme que le nom proviendrait de l'amérindien moingona signifiant la rivière des tumulus, de nombreux tertres  ayant été édifiés près des berges du cours d'eau, notamment le tumulus des Moines, le plus grand d'entre eux.
La rivière a constitué le principal axe de transport de marchandises durant le XIXe siècle en Iowa, avant d'être supplantée par le chemin de fer vers 1860.
Des crues importantes sur le cours du Des Moines et de son affluent le Raccoon, pendant l'été 1993, ont conduit à l'évacuation de la ville de Des Moines et de nombreuses communes aux alentours.

## Débit
Le débit de la rivière Des Moines est mesuré à Keosauqua dans le comté de Van Buren, État de l'Iowa, depuis 1903. La rivière y draine une surface de 33 330 km2 et son débit moyen y est de 245 m3/s. On en déduit que la tranche d'eau écoulée annuellement dans son bassin est de 232 mm. Le débit mensuel varie de 87 m3/s en janvier à 447 m3/s en juin. Le débit record est de 4 100 m3/s mesuré le premier juin 1903. 